# JR仙台病院
JR仙台病院（ジェイアールせんだいびょういん）は、宮城県仙台市青葉区五橋にある総合病院。東日本旅客鉄道（JR東日本）が運営する。

## 概要
日本国有鉄道の職員及びその家族のための職域病院（鉄道病院）として、1921年（大正10年）に開設。2000年（平成12年）に、近接地である東日本旅客鉄道仙台支社南側に移転。なお前病院の跡地には、2005年（平成17年）に仙台中央警察署が移転し、2008年（平成20年）にはシティタワー仙台五橋も建設された。

## 沿革
- 1921年（大正10年）2月 - 5番目の鉄道病院として仙台鉄道病院を開設[2]。
- 1982年（昭和57年）11月 - 一般患者の受け入れを開始。
- 1987年（昭和62年）4月1日 - 国鉄分割民営化によって、運営事業者が日本国有鉄道から東日本旅客鉄道へ変更。
- 1988年（昭和63年）4月1日 - JR仙台病院に改称。
- 2000年（平成12年）7月 - 現在地に移転。
- 2017年（平成29年）4月 - 「体外衝撃波結石破砕装置（ESWL）」及び「持続血糖モニター装置」の導入・運用開始[3]。

## 診療科
- 内科
- 循環器内科
- 消化器内科
- 外科
- 整形外科
- 婦人科
- 小児科
- 眼科
- 耳鼻咽喉科
- 皮膚科
- 泌尿器科
- 精神・神経科
- 放射線科
- 麻酔科
- リハビリテーション科
- 健康管理センター（禁煙専門外来）